# 박정아 (배우)
박정아(1981년 2월 24일 ~ )는 대한민국의 전 가수이자 현직 배우이다. 걸그룹 쥬얼리의 리더였지만 2010년 서인영과 함께 팀에서 탈퇴했다. 2011년 2월에는 가수 길과 결별했고 이후 그녀는 2016년 5월 15일 2살 연하 프로골퍼 전상우와 결혼했다.
그녀는 섹션TV를 통해 '프러포즈는 손편지로 받았고 2세 계획은 2017년으로 계획하고 있다'고 밝혔다. 그러던 중 2018년 9월 5일 결혼 2년 만에 대중들에게 임신을 알렸다.

## 활동 경력
박정아는 2001년 쥬얼리의 멤버로 가요계에 데뷔하였다.
박정아는 2003년 KBS HappyFM에서 《라디오가 좋아요》와 2006년 ~ 2010년 MBC 표준FM에서 《별이 빛나는 밤에》의 진행을 맡았었고 텔레비전에선 2003년 KBS2 《뮤직뱅크》와 SBS 《한밤의 TV 연예》를 비롯한 다수의 예능 프로그램 진행자로 활약 하였다. 쥬얼리 활동을 끝낸 이후에는 주로 배우로서 나서고 있다.
박정아는 2013년 7월초부터 중국 드라마 《팝콘》 촬영에 매진 했으며 2014년 1월부터 방송한 JTBC 일일극 《귀부인》으로 안방 극장에 복귀하며 배우의 길을 밟고 있다.

## 학력
- 서울갈현초등학교 (1993년 졸업)
- 선정여자중학교 (1996년 졸업)
- 동명여자정보산업고등학교 (1999년 졸업)
- 동덕여자대학교 실용음악과 (졸업)

## 방송

### 예능
- 2004년 MBC 《타임머신》
- 2004년 SBS 《일요일이 좋다 - X맨[9기]》
- 2005년 KBS1 《가족오락관》
- 2009년 MBC 《황금어장 라디오스타》
- 2015년 MBC 《미스터리 음악쇼 복면가왕》 - 동작 그만
- 2016년 JTBC 《김제동의 톡투유 - 걱정 말아요! 그대》
- 2018년 JTBC 《한끼줍쇼》
- 2018년 tvN 《수요미식회》
- 2019년 JTBC 《아는 형님》
- 2019년 MBC 《황금어장 라디오스타》
- 2021년 KBS2 《신상출시 편스토랑》
- 2021년 tvN 《엄마는 아이돌》

### 라디오 진행
- 2003년 KBS 해피FM 《라디오가 좋아요》
- 2006년~2008년 MBC 표준FM 《별이 빛나는 밤에》
- 2015년~2017년 MBC 표준FM 《박정아의 달빛낙원》

### TV 진행
| 연도   | 텔레비전 프로그램 |
| ------ | --- |
| 2002년 | - MTV 라이브 와우 |
| 2003년 | - MBC 《타임머신》 - KBS 《생방송 뮤직 쇼 체인지》 - KBS 《뮤직 뱅크》MC - SBS 《한밤의 TV연예》 - MBC 《도전! 인간 복사기》 - KBS 《설 특집 스타 오락관 대결! 2040》 |
| 2006년 | - MBC 《스타 댄스 배틀》 - 2006년 《서울가요대상》 MC |
| 2007년 | - SBS 《스타 도네이션 별사탕》 - MBC 《주인 닮은 개 선발대회》 - 2007년 《서울가요대상》 MC - 2007년 《제25회 MBC 창작동요제》 MC                                     |
| 2008년 | - 2008년 《서울가요대상》 MC |
| 2009년 | - KBS 《소녀시대의 크리스마스 선물》 - MBC 《네 마음을 보여줘》 |

## 연기

### 드라마
- 2004년 KBS2 《달려라 울엄마》 - 정아 역 (특별출연)
- 2004년 SBS 《남자가 사랑할 때》 - 인혜 역
- 2010년 SBS 《검사 프린세스》 - 제니 안 역
- 2010년 KBS1 《웃어라 동해야》 - 윤새와 역
- 2011년 KBS2 《KBS 드라마 스페셜 - 올레길 그 여자》 - 김영주 역
- 2011년 KBS1 《당신뿐이야》 - 차도희 역
- 2012년 KBS2 《내 딸 서영이》 - 강미경 역
- 2014년 JTBC 《귀부인》 - 이미나 역
- 2014년 SBS 《별에서 온 그대》 - 노서영 역 (특별출연)
- 2015년 tvN 《오 나의 귀신님》 - 이소형 역
- 2015년 MBC 《화려한 유혹》 - 이세영 역
- 2017년 KBS2 《내 남자의 비밀》 - 진해림 역
- 2018년 TV 도쿄 《고독한 미식가 시즌 7》 - 박수영 역
- 2019년 TV조선 《레버리지: 사기조작단》 - 최세리 역
- 2024년 ENA 《야한(夜限) 사진관》 - 강수미 역

### 영화
- 2003년 《마들렌》 - 홍성혜 역(어린 성혜 역: 은정)
- 2005년 《박수칠 때 떠나라》 - 한무숙 역
- 2008년 《날나리 종부전》 - 천연수 역
- 2009년 《구세주 2》 - 반짝반짝 빛나는 전 별밤지기 (목소리) 역

### 뮤지컬
- 2016년 《올슉업》 - 나탈리 역
- 2017년 《영웅》 - 설희 역
- 2020년 《여명의 눈동자》 - 윤여옥 역 (2020.1.23 ~ 2020.2.27 서울 세종문화회관 대극장)

### TV 방송출연
- 2010년 KBS 2TV 《밤샘 버라이어티 야행성》 - 웃어라 동해야 출연진들과 함께 출연
- 2011년 YTN 《뉴스&이슈 - 이슈앤피플》
- 2024년 tvN & tvN Story 《김창옥쇼 시즌2》 - 객원 패널

## 음반 목록
정규 음반
- 《Yeah》 (2006년)

## 수상 및 후보
| 연도 | 시상식                   | 부문               | 작품             | 결과 |
| ---- | ------------------------ | ------------------ | ---------------- | ---- |
| 2007 | MBC 연기대상             | 라디오 부문 우수상 | 별이 빛나는 밤에 | 수상 |
| 2011 | KBS 연기대상             | 여자 조연상        | 웃어라 동해야    | 수상 |
| 2011 | 제 5회 대한민국 나눔대상 | 여성가족부 장관상  |                  |      |